# Elias (luchador)
Jeffrey Logan Sciullo (Pittsburgh, Pensilvania, 22 de noviembre de 1987) es un luchador profesional y músico estadounidense. Actualmente compite en TNA bajo el nombre de Elijah. Es conocido por haber trabajado para la empresa WWE, donde se presentó como Elias.
Entre sus logros, destaca cuatro reinados como Campeón 24/7 de WWE. Antes de unirse a la WWE, trabajó para varias compañías en el circuito independiente bajo los nombres de Heavy Metal Jesus y Logan Shulo. En 2018, el álbum WWE: Walk With Elias fue lanzado por WWE Music Group con Sciullo y en 2020, el álbum WWE: Universal Truth fue lanzado por WWE Music Group.

## Carrera

### Circuito independiente (2008-2014)
Logan luchó extensivamente en el circuito independiente para varias promociones en el Nordeste de Estados Unidos, principalmente para la International Wrestling Cartel (IWC) bajo el nombre de Logan Shulo. En la IWC, Shulo ganó el Super Indy Championship y el World Heavyweight Championship.

### WWE

#### NXT (2014-2017)
A principios de 2014, Sciullo firmó contrato con la WWE para trabajar en su territorio de desarrollo bajo el nombre artístico de Elias Samson. Hizo su debut en NXT el 24 de abril de 2014, como un jobber haciendo equipo con Buddy Murphy perdiendo ante The Ascension. Samson realizó desde entonces apariciones esporádicas por televisión por el resto de 2014 y principios de 2015, la mayoría de ellas como jobber perdiendo con luchadores como Rhyno y Baron Corbin. 
En agosto de 2015, Samson debutó con un nuevo gimmick de un músico vagabundo en una lucha en NXT TakeOver: Brooklyn, apareciendo con una guitarra en su entrada antes de ser derrotado por Bull Dempsey. Samson entonces sería incluido en el torneo del Dusty Rhodes Tag Team Classic, haciendo equipo con Tucker Knight, pero serían eliminados por Dash Wilder y Scott Dawson. En NXT TakeOver: London, Samson derrotaría a Bull Dempsey con un diving elbow drop. En las siguientes semanas de NXT, Samson acumularía varias victorias, hasta que el 23 de marzo de 2016, Samson sería derrotado por Johnny Gargano. Tras el combate Samson atacaría a Gargano, pero Apollo Crews vendría a salvarlo. El episodio del 6 de abril de NXT, grabado en NXT TakeOver: Dallas, Samson perdería ante Crews. Tras esa derrota, Samson empezaría una racha de derrotas, primero perdiendo ante Shinsuke Nakamura el 4 de mayo y después contra Finn Bálor el 11 de mayo. En el episodio del 16 de noviembre de NXT, Samson derrotó a Nathan Cruz.
El 28 de marzo en NXT, fue derrotado por Kassius Ohno en una lucha donde el perdedor sería despedido de NXT. A la siguiente semana, apareció en NXT con una máscara bajo el nombre de El Vagabundo. Esa misma noche, se enfrentó a Oney Lorcan. Samson sería derrotado tras ser desenmascarado.

#### Inicios en el roster principal (2017-2019)

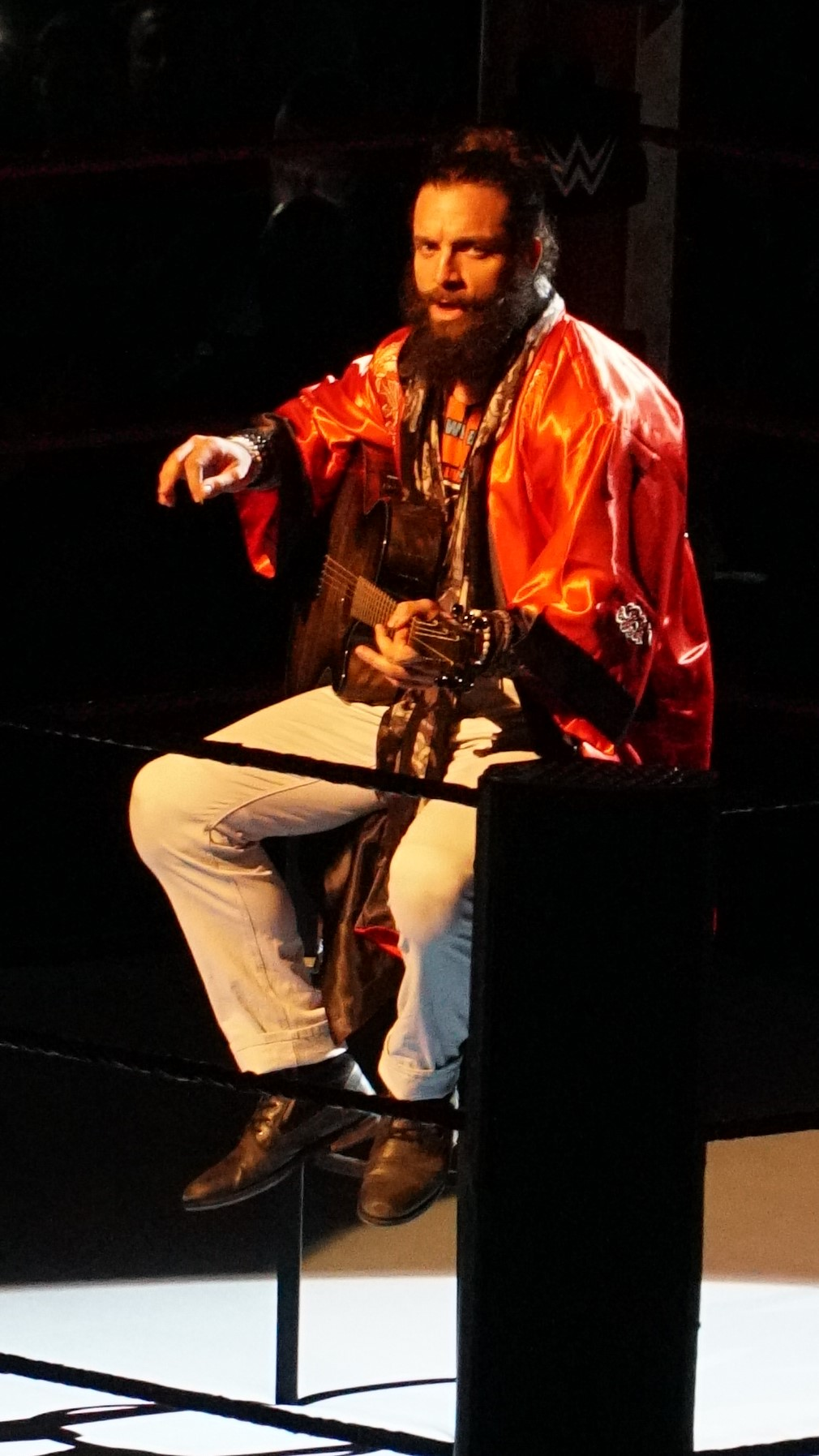
Elias durante uno de sus conciertos en Raw.

En el episodio del 10 de abril de 2017 de Raw, Samson hizo su debut en el elenco principal, apareciendo en el escenario brevemente durante un Eight-man Tag Team match, así como caminando entre la multitud durante otro combate más tarde esa noche. Durante las siguientes semanas, Samson continuó apareciendo tras bastidores tocando su guitarra durante varios segmentos. En el episodio del 22 de mayo de Raw, Samson hizo su debut en el ring, derrotando a Dean Ambrose por descalificación después de que The Miz lo atacara intencionalmente. La siguiente semana en Raw, Samson derrotó a un competidor local. En junio, Samson comenzó su primer feudo como parte del elenco principal con Finn Bálor, quien lo interrumpió durante una de sus actuaciones musicales. Esto condujo a un combate entre los dos, donde Samson derrotó a Bálor en un No Disqualification match después de una interferencia de Bray Wyatt. A finales de julio, la WWE acortó su nombre a Elias.
Tras eso, Elias tuvo un pequeño feudo con R-Truth, obteniendo cada uno una victoria y una derrota sobre el otro. En el episodio del 28 de agosto de Raw, Elias participó en un Battle Royal para determinar al contendiente #1 al Campeonato Intercontinental de The Miz, pero el ganador fue Jeff Hardy. En los siguientes dos episodios de Raw, Elias derrotó a Kalisto en luchas individuales. En el episodio del 18 de septiembre de Raw, Elias compitió en un Six-Pack Challenge por una oportunidad por el Campeonato Intercontinental, pero fue derrotado por Jason Jordan. En el kick-off de No Mercy, Elias derrotó a Apollo Crews. Luego de eso, Elias entraría en un breve feudo con Jason Jordan, después de que Jordan interrumpiera a Elias durante sus canciones para arrojarle vegetales. Esto los llevaría a una lucha en TLC: Tables, Ladders & Chairs, donde Elias fue derrotado por Jordan. En el episodio del 6 de noviembre de Raw, Elias fue derrotado por Jordan en un guitar-on-a-pole match, terminando con esto el feudo. En el kick-off de Survivor Series, Elias derrotó a Matt Hardy. En el episodio del 27 de noviembre de Raw, Elias fue derrotado por Roman Reigns en una lucha por el Campeonato Intercontinental. En el episodio del 25 de diciembre de Raw, Elias fue derrotado por John Cena.
En Royal Rumble, Elias ingresó por primera vez en el Royal Rumble match como el número 6, durando 26 minutos en el combate antes de ser eliminado por John Cena. En el episodio del 29 de enero de Raw, Elias derrotó a Matt Hardy para clasificar a un Elimination Chamber match para determinar al próximo contendiente #1 al Campeonato Universal de WWE. En el episodio del 5 de febrero de Raw, Elias derrotó a John Cena y Braun Strowman en un Triple Threat match para ganar el derecho de entrar en último lugar en el Elimination Chamber match. Paralelamente a eso, Elias hizo equipo con Bayley en la primera edición del Mixed Match Challenge, pero fueron derrotados por Rusev & Lana en su primer combate. En el episodio del 19 de febrero de Raw, Elias compitió en un Gauntlet match contra los otros competidores del Elimination Chamber match, derrotando a Seth Rollins antes de ser derrotado por Finn Bálor. En Elimination Chamber, Elias compitió en lo que fue su primer Elimination Chamber match, pero fue el segundo participante en ser eliminado por Strowman. Debido a eso, Elias tuvo un pequeño feudo con Strowman, siendo derrotado por éste en todas las luchas que disputaron. El 8 de abril en WrestleMania 34, en su debut en WrestleMania, Elias interrumpió a John Cena, quien esperaba a The Undertaker, por lo que fue atacado por Cena.
En el evento Greatest Royal Rumble, desde Jeddah, Arabia Saudita, Elias ingresó al Greatest Royal Rumble match como el número 20, durando más de 30 minutos y eliminando a cinco luchadores antes de ser eliminado por Bobby Lashley. El 6 de mayo en Backlash, Elias fue interrumpido por múltiples superestrellas mientras intentaba tocar una canción, antes de ser atacado por Bobby Roode. Debido a eso, Elias inició un breve feudo con Roode, intercambiando victorias el uno sobre el otro. En el episodio el 14 de mayo de Raw, Eias se enfrentó a Bobby Lashley y Kevin Owens en un Triple Threat match clasificatorio al Men's Money in the Bank Ladder match, pero fue derrotado por Owens debido a una interferencia de Sami Zayn. Poco después, Elias comenzó una feudo con Seth Rollins, a quien atacó con su guitarra después de interrumpir su actuación musical. Los dos se enfrentaron en una lucha por el Campeonato Intercontinental en Money in the Bank, donde Elias fue derrotado. En el episodio del 16 de julio de Raw, Elias se enfrentó a Rollins y Lashley en un Triple Threat match para determinar al oponente de Roman Reigns en una lucha para determinar al contendiente #1 al Campeonato Universal de WWE de Brock Lesnar en SummerSlam, pero fue derrotado por Lashley. El 6 de octubre en el evento Super Show-Down en Melbourne, Australia, Elias se unió a Kevin Owens para enfrentar a Lashley & John Cena, pero fueron derrotados.
En la edición del 22 de octubre de 2018, Elias cambió a face por primera vez en su carrera al atacar al gerente general interino de Raw, Baron Corbin, con su guitarra. En noviembre, Elias comenzó un feudo con Bobby Lashley, quien lo derrotaría en diferentes luchas por cuenta fuera, por descalificación o con ayuda de las distracciones de su mánager, Lio Rush, incluyendo una lucha clasificatoria al Team Raw para el Traditional Survivor Series Elimination Men's match en Survivor Series. Esto los llevó a un combate en TLC: Tables, Ladders & Chairs, donde Elias derrotó a Lashley en un Ladder match con una guitarra colgando sobre el ring, después de lo cual Lashley atacó a Elias con la guitarra. La noche siguiente en Raw, Elias se vengaría, ya que atacaría a Lashley con una guitarra. Esto provocó un Miracle on the 34th Street Fight entre los dos en el episodio del 24 de diciembre de Raw, donde Elias derrotó a Lashley.
El 27 de enero de 2019 en Royal Rumble, Elias ingresó al Royal Rumble match como el número 1 y se preparó para dar un concierto antes de ser interrumpido por Jeff Jarrett, quien le propuso un dúo. Después de aparentemente aceptar, Elias atacó a Jarrett con una guitarra, cambiando a heel. Después de eso, cuando el combate comenzó oficialmente, Elias duró 15 minutos antes de ser eliminado por Seth Rollins. La noche siguiente en Raw, Elias solidificó su cambio a heel después de insultar a la multitud, proclamando que lo decepcionaron por las mediocres reacciones hacia él, y luego fue interrumpido por Jeff Jarrett y Road Dogg, quienes procedieron a cantar "With My Baby Tonight" hasta que Elias atacó a ambos hombres, rompiendo una guitarra sobre Jarrett y Road Dogg. El 10 de marzo en Fastlane, Elias fue atacado por Randy Orton, quien le aplicó un RKO mientras interpretaba una canción. Luego de eso, Elias fue anunciado como la estrella musical invitada para WrestleMania 35 por parte de la anfitriona del evento, Alexa Bliss. En el evento, Elias fue interrumpido por John Cena, quien apareció como su gimmick de "Dr. of Thuganomics" y atacó a Elias. La noche siguiente en Raw, durante un segmento tras bastidores, Elias amenazó con hacerle vivir un verdadero infierno a quien se atreviera a interrumpirlo esa noche. Más tarde, durante su actuación musical en el ring, Elias fue interrumpido por The Undertaker, quien atacó a Elias con un Chokeslam y un Tombstone Piledriver.

#### Varias alianzas y feudos (2019-2021)
En el episodio del 16 de abril de SmackDown, como parte del Superstar Shake-up, Elias fue traspasado a SmackDown. Esa noche, Elias fue presentado por Vince McMahon como "la adquisición más grande en la historia" de dicha marca, antes de que ambos fueran atacados Roman Reigns, quien también había sido traspasado a SmackDown. La semana siguiente en SmackDown, Elias apareció para ayudar a Shane McMahon en un ataque contra Reigns. Más tarde esa noche, se anunció que Elias se enfrentaría a Reigns en una lucha individual en Money in the Bank. En el episodio del 6 de mayo de Raw, Elias hizo una aparición sorpresa en la marca (a través de la regla de invitación sorpresa) junto a Shane McMahon, para atacar a Reigns durante una lucha contra Drew McIntyre, quien también se unió al ataque. La semana siguiente, Elias volvió a aparecer en Raw. Esa noche, Elias se unió a su antiguo rival Bobby Lashley para enfrentar a Reigns & The Miz en una lucha por equipos, pero fueron derrotados por descalificación luego de que Shane McMahon atacó a Reigns. En Money in the Bank, Elias fue derrotado por Reigns en solo 10 segundos. Dos noches después en SmackDown, Elias fue derrotado nuevamente por Reigns en el evento principal. En el episodio del 28 de mayo de SmackDown, Elias cubrió a R-Truth con ayuda de Shane McMahon y Drew McIntyre, ganando el Campeonato 24/7, su primer título en la WWE. Sin embargo, perdió el título esa misma noche contra R-Truth después de una lucha por equipos que también involucró a Roman Reigns y Drew McIntyre. R-Truth lo cubrió después del combate con ayuda de Roman Reigns.
La semana siguiente en SmackDown, Elias derrotó nuevamente a R-Truth en un Lumberjack match para ganar el Campeonato 24/7 por segunda vez, pero inmediatamente después, mientras los leñadores se peleaban entre sí, Truth lo cubrió debajo del ring para recuperar el título, terminando su segundo reinado. En el evento Super Show-Down, desde Jeddah, Arabia Saudita, Elias participó en un 51-man Battle Royal, donde fue el último eliminado por el eventual ganador Mansoor. En el episodio del 17 de junio de Raw, Elias fue escogido originalmente por Baron Corbin como el árbitro especial invitado para su lucha por el Campeonato Universal de WWE contra Seth Rollins en Stomping Grounds. Sin embargo, después de dar el anuncio, Elias fue atacado por Rollins con una silla. Luego de eso, Elias compitió contra The Miz en dos 2-out-of-3 Falls matches, derrotándolo en la primera el 25 de junio en SmackDown con ayuda de Shane McMahon pero perdiendo en la segunda el 1 de julio en Raw. Después de eso, Elias continuó su alianza con Shane McMahon y Drew McIntyre, ayudándoles en varios enfrentamientos y combates. Durante el evento especial Smackville, Elias fue derrotado por el nuevo rival de Shane, Kevin Owens. En el kick-off de SummerSlam, Elias apareció para interpretar una canción, durante la cual insultaba a Toronto, Canadá (la sede de SummerSlam). Sin embargo, el miembro del Salón de la Fama de WWE Edge (originario de Toronto, Canadá) apareció sorpresivamente para confrontar y atacar con un Spear a Elias. Más tarde en el evento, Elias fungió como árbitro especial invitado debajo del ring durante la lucha de Shane McMahon contra Kevin Owens, en la cual si Owens perdía tendría que abandonar la WWE. A pesar de que Elias favoreció a Shane durante el combate, Owens salió victorioso. La noche siguiente en Raw, Elias fue derrotado por Ricochet en una lucha individual. Esa misma noche, Elias cubrió a R-Truth tras bastidores después de golpearlo con su guitarra, recuperando el Campeonato 24/7. Una semana después, en SmackDown, Elias participó en el torneo King of the Ring, derrotando a Kevin Owens durante la primera ronda gracias a la ayuda de Shane, quien se convirtió en el árbitro especial invitado y distrajo al último. Luego de eso, Elías perdió y recuperó el Campeonato 24/7 el 23 de agosto durante el evento del Día de los Fundadores de Fox Sports en Los Ángeles, donde finalmente cubrió al presentador de Fox Sports, Rob Stone, en el set del programa previo al partido de Fox College Football inmediatamente después de que Stone cubriera a R-Truth (quien había derrotado a Elias más temprano ese día mientras Elias estaba dando un concierto para dar inicio a las festividades del Día de los Fundadores). El 27 de agosto en SmackDown, Drake Maverick derrotó a Elias después de que Kevin Owens atacara a este último, perdiendo nuevamente el Campeonato 24/7. La siguiente semana en SmackDown, Elias derrotó a Ali en los cuartos de final de King of the Ring. El 10 de septiembre, se anunció que Elias sufrió una lesión en el tobillo y no podía competir en las semifinales del torneo contra Chad Gable, siendo reemplazado por Shane McMahon. Finalmente, ese mismo día en SmackDown, McMahon perdió ante Gable en las semifinales en un 2-out-of-3 Falls match con Kevin Owens como árbitro especial invitado.
El 14 de octubre, debido al Draft, se anunció que Elias permanecería en la marca SmackDown.
En la noche 1 de WrestleMania 36 derrotó a King Corbin. En el SmackDown! del 15 de mayo, derrotó a King Corbin en la 1.ª ronda del torneo por el vacante Campeonato Intercontinental de la WWE, avanzando a la semifinal, sin embargo tuvo un accidente automovilístico afuera del Performance Center, siendo sacado en camilla, por lo cual no pudo participar en Torneo(KayFabe) debido a que realmente estaba lesionado.
Regresó en Raw Draft, atacando con una guitarra a Jeff Hardy, causando que perdiera ante AJ Styles en una Triple Threat Match en la que también estaba Seth Rollins, más tarde esa misma noche, se anunció que debido al Draft, fue transferido a la marca Raw. La siguiente semana en Raw, empezaría un feudo contra Jeff Hardy por casi atropellarlo y lesionadolo en mayo. En Hell In A Cell, derrotó a Jeff Hardy por descalaficación debido a que Jeff lo atacó con una guitarra.
Comenzando el 2021, en el Raw Legends Night del 4 de enero, fue derrotado por AJ Styles, intentó atacar con una guitarra a Styles, sin embargo fue destrozado por una patada de Omos, terminando así el feudo, la siguiente semana en Raw, interfirió en el combate entre Jaxson Ryker contra Jeff Hardy, distrayendo a Jeff para que Ryker lo derrotará rápidamente, después del combate, Jeff lo retó a un combate inmediatamente, el cual ganó Jeff, reanudando un breve feudo contra Jeff Hardy, la siguiente semana en Raw, interfirió en el combate entre Jaxson Ryker contra Jeff Hardy, atacando a Jeff haciéndole caer del esquinero, provocando que Ryker perdiera por descalificación, después del combate, Jeff lo atacó, pero Ryker lo contraatacó, la siguiente semana en el Main Event emitido el 28 de enero, junto a Jaxson Ryker derrotaron a Jeff Hardy & Ricochet. En Royal Rumble, participó en el Men's Royal Rumble Match, entrando de #13, eliminando a Carlito, sin embargo fue eliminado por Damian Priest. durando 2 minutos y 39 segundos. A la noche siguiente en Raw, junto a Jaxson Ryker fueron derrotados por Jeff Hardy & Carlito, terminando con el feudo. En el Main Event emitido el 25 de febrero, junto a Jaxson Ryker derrotaron a Akira Tozawa & Humberto Carrillo. En Fastlane, en backstage, se encontró con Shane McMahon para pedirle que le organizará un concierto en WrestleMania 37, sin embargo más tarde esa misma noche, mientras Elias estaba tocando la guitarra en el ring, Shane McMahon pactó que lo sustituyera en su combate contra Braun Strowman debido a que Shane estaba lesionado(kayfabe), donde fue derrotado por Strowman, uniéndose al feudo entre Shane McMahon contra Braun Strowman. a la noche siguiente en Raw, fue derrotado nuevamente por Braun Strowman, en el Raw del 5 de abril, junto a Jaxson Ryker fueron derrotados por Braun Strowman en un 2 On 1 Handicap Match, 4 días después en el SmackDown! WrestleMania Edition, junto a su compañero Jaxson Ryker, participó en el André the Giant Memorial Battle Royal, eliminando a Erik y a SLAPJACK, sin embargo fue eliminado por T-BAR. En la Noche 1 de WrestleMania 37, junto a Jaxson Ryker atacaron a Braun Strowman antes del Steel Cage Match contra Shane McMahon, también interfirieron durante el combate, a favor de Shane McMahon, sin embargo Shane perdió, terminando así el feudo. 2 días después en Raw, junto a Jaxson Ryker fueron derrotados por The New Day (Kofi Kingston & Xavier Woods), empezando un corto feudo contra The New Day, la siguiente semana en Raw, derrotó a Kofi Kingston, la siguiente semana en Raw, junto a Jaxson Ryker, John Morrison & The Miz iniciaron un segmento de concierto, sin embargo fueron interrumpidos por Damian Priest & The New Day (Kofi Kingston & Xavier Woods) siendo atacados con tomates, acto seguido, junto a Jaxson Ryker & The Miz fueron derrotados por Damian Priest & The New Day (Kofi Kingston & Xavier Woods), la siguiente semana en Raw, junto a Jaxson Ryker planeaban lanzar tómates a The New Day (Kofi Kingston & Xavier Woods) en backstage, sin embargo por error se los lanzaron a Randy Orton, debido a esto más tarde esa misma, se enfrentaron a Randy Orton & Riddle, sin embargo perdieron, la siguiente semana en Raw, junto a Jaxson Ryker, AJ Styles & Omos fueron derrotados por The New Day (Kofi Kingston & Xavier Woods), Randy Orton & Riddle, terminando así el corto feudo, a la siguiente semana en Raw, se enfrentó al Campeón en Parejas de Raw AJ Styles, sin embargo perdió debido a la interferencia de Jaxson Ryker, después del combate, lanzó a Styles contra los escalones metálicos y fue ahuyentado por Omos, empezando un corto feudo junto a Jaxson Ryker contra Styles & Omos, la siguiente semana en Raw, interfirio en el combate de Jaxson Ryker contra AJ Styles, causando que Ryker derrote a Styles, después del combate, fue perseguido por Omos, hasta que lo estrelló contra la pantalla LED de la entrada y la siguiente semana en Raw, junto a Jaxson Ryker se enfrentaron a AJ Styles & Omos por los Campeonatos en Parejas de Raw, sin embargo perdieron, debido a que abandonó a Ryker traicionándolo, después del combate, en backstage dijo que ya no quería formar equipo con él.
En agosto, WWE presentó videos en los cuales se veía a Sciullo quemando su guitarra, afirmando que Elias había muerto, terminando así con el gimmick. Sciullo no sería visto por el resto de 2021.

#### Debut como Ezekiel y regreso de Elias (2022-2023)
En la edición de Raw del 4 de abril de 2022, Ezekiel (su hermano menor) hizo su debut en la marca, interrumpiendo una promo de Kevin Owens. Cuando este último le preguntó si era Elias, Ezekiel aseguró que no era él, sino que su hermano menor. Durante las siguientes semanas, Ezekiel entró en una rivalidad con Owens, quien se negaba a creer que Ezekiel era realmente el hermano de Elias, y pensó que en realidad era el mismo Elias. En Hell in a Cell, fue derrotado por Owens al recibir un Stunner.
En el episodio del 20 de junio de Raw, los dos hermanos se reunieron en un segmento tras bastidores manipulado. Más tarde esa noche, Elias reapareció después de casi un año para realizar un concierto, antes de ser interrumpido por Owens. Aún negándose a creer que eran personas diferentes, Owens desafió a Ezekiel, Elias o "Elrod" (su otro hermano, aunque no se sabe de su existencia) a un combate; sin embargo, este no se llevó a cabo. El 16 de septiembre, Sciullo dejó atrás su personaje actual y volvería a su homónimo original de Elias.
En el SmackDown WrestleMania Edition de 2023, participó en el André the Giant Memorial Battle Royal, eliminando a Otis junto a Rick Boogs, sin embargo fue eliminado por Angel & Humberto. Tras varios meses de inactividad, su contrato con WWE expiró el 14 de septiembre, y el día 21 del mismo mes, fue oficialmente liberado por la empresa.

## Discografía

### EPs
- WWE: Walk With Elias (2018)[120]
- WWE: Universal Truth (2020)[121]

## Otros medios
Elias hizo su debut en los videojuegos como personaje jugable en WWE 2K18, y desde entonces apareció en videojuegos como WWE 2K19, WWE 2K20, WWE 2K Battlegrounds, WWE 2K22, y WWE 2K23

## Campeonatos y logros
- International Wrestling Cartel
  - IWC Super Indy Championship (1 vez)
  - IWC World Heavyweight Championship (1 vez)

- World Wrestling Entertainment/WWE
  - WWE 24/7 Championship (4 veces)
  - WWE Year–End Award (1 vez)
    - Breakout Superstar of the Year (2018)[122]

- Pro Wrestling Illustrated
  - Situado en el Nº391 en los PWI 500 de 2013[123]
  - Situado en el Nº335 en los PWI 500 de 2014[124]
  - Situado en el Nº203 en los PWI 500 de 2016[125]
  - Situado en el N°152 en los PWI 500 de 2017[126]